# Phaonia falleni
Phaonia falleni är en tvåvingeart som beskrevs av Verner Michelsen 1977. Phaonia falleni ingår i släktet Phaonia och familjen husflugor. Arten är reproducerande i Sverige. Inga underarter finns listade i Catalogue of Life.